# Fish
Derek William Dick, kendt under navnet Fish (født 25. april 1958, i Dalkeith, Midlothian), er en Skotsk progressiv rock-sanger, sangskriver og undertiden skuespiller.

## Karriere
Navnet Fish tog Derek Dick til sig fordi han ofte læste i badekarret. Efter at have arbejdet i forskellige jobs som gartner, tankpasser og skovarbejder, blev Fish frontfigur i den skotske/engelske rockgruppe Marillion. Sammen med dem udgav han 4 studiealbums, som fik en vis succes, især med singlerne "Kayleigh" og "Lavender" (begge 1985) og "Incommunicado" (1985). Fish markerede sig som en karismatisk sanger, der gerne klædte sig ud til gruppens koncerter og som fremførte sangene med inderlighed og følelseladede gestik. Gruppens tekster, som han stod for, var ofte baseret på egne livserfaringer, typisk med udgangspunkt i personlige problemer som alkoholisme og svære kærlighedsforhold, som han forstod at delagtiggøre publikum i – med det resultat, at mange koncertgængere kunne hans tekster udenad og meget gerne sang med på dem.
I 1988 gik Fish solo og har siden hen udgivet flere albums. Helt samme succes som i tiden med Marillion har han ikke haft, men han turnerer ofte og har en loyal fangruppe, de såkaldte ”fishheads”. Overfor dem betegner han sig selv som ”Uncle Fish”. Hans musik er inspireret af rock og skotsk folkemusik – teksterne er mindre personligt fikseret, stadigt meget inderlige, og med en stærkere politisk snert. Han har optrådt adskillelige gange i Danmark.
Fra juli 1987 til juli 2001 var Fish gift med en tysk kvinde, Tamara. Sammen med hende har han datteren Tara.
Fish har optrådte i flere roller på TV.

## Diskografi (studiealbum i solo-tiden)
- 1990 Vigil in a Wilderness of Mirrors
- 1991 Internal Exile
- 1993 Songs from the Mirror (Covers album)
- 1994 Suits
- 1997 Sunsets on Empire
- 1999 Raingods with Zippos
- 2001 Fellini Days
- 2004 Field of Crows
- 2007 13th Star
- 2013 A Feast Of Consequences